# Ольштадт
Ольштадт (нім. Ohlstadt) — громада в Німеччині, розташована в землі Баварія. Підпорядковується адміністративному округу Верхня Баварія. Входить до складу району Гарміш-Партенкірхен. Центр об'єднання громад Ольштадт.
Площа — 41,17 км2. Населення становить 3298 ос. (станом на 31 грудня 2020).